# Caspiane
Caspiane, o Kaspiane (armeno: Կասպք, Kaspkʿ) fu una regione popolata dalla tribù dei Caspi, da cui ricevette il suo nome. Originariamente provincia dei Medi nel III-II secolo a.C., la terra dei caspi venne conquistata dagli Armeni nel II secolo a.C., dunque passò all'Albania Caucasica, successivamente diventando uno stato indipendente. Nel II secolo d.C. cominciò ad essere conosciuta come Paytakaran, e dopo il 387 d.C. entrò a far parte della più grande regione del Balasakan. 